# Jardim da Verbena

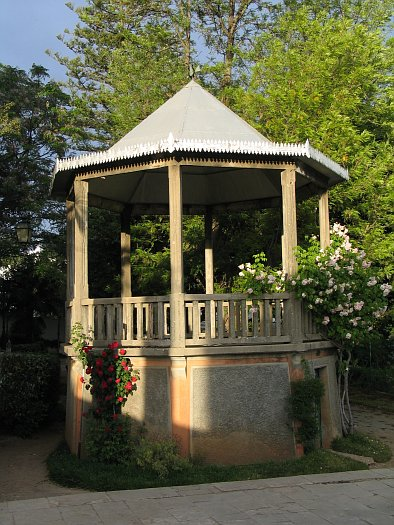
Coreto no Jardim da Verbena

Jardim da Verbena é um jardim situado na freguesia de São Brás de Alportel, distrito de Faro, Portugal.
Situado na zona velha da vila de São Brás de Alportel, junto às antigas piscinas municipais, o Jardim da Verbena - pertencente ao antigo Paço Episcopal, residência de veraneio dos bispos do Algarve - possui uma monumental fonte do século XVIII com oito bicas.
O fontanário é coberto por um zimbório. Neste jardim é ainda possível encontrar um coreto.